# Gamelia
Gamelia is een geslacht van vlinders van de familie nachtpauwogen (Saturniidae), uit de onderfamilie Hemileucinae.

## Soorten
- G. abas (Cramer, 1775)
- G. abasia (Stoll, 1781)
- G. abasiella Lemaire, 1973
- G. anableps (R. Felder & Rogenhofer, 1874)
- G. berliozi Lemaire, 1967
- G. catharina (Draudt, 1929)
- G. cimarrones Decaens, Bonilla & Ramirez, 2005
- G. dargei Naumann, Brosch & Wenczel, 2005
- G. denhezi Lemaire, 1967
- G. kiefferi Lemaire, 1967
- G. lichyi Lemaire, 1973
- G. longispina Naumann, Brosch & Wenczel, 2005
- G. musta Schaus, 1912
- G. neidhoeferi Lemaire, 1967
- G. paraensis Lemaire, 1973
- G. pygmaea (Schaus, 1904)
- G. pyrrhomelas (Walker, 1855)
- G. remissa (Weymer, 1907)
- G. remissoides Lemaire, 1967
- G. rindgei Lemaire, 1967
- G. rubriluna (Walker, 1862)
- G. seitzi Draudt, 1929
- G. septentrionalis Bouvier, 1936
- G. vanschaycki Naumann, Brosch & Wenczel, 2005
- G. viettei Lemaire, 1967